# Amphipogon
Amphipogon is een geslacht uit de grassenfamilie (Poaceae). De soorten van dit geslacht komen voor in Australië.

## Soorten
Van het geslacht zijn de volgende negen soorten bekend:
- Amphipogon amphipogonoides
- Amphipogon avenaceus
- Amphipogon caricinus
- Amphipogon debilis
- Amphipogon laguroides
- Amphipogon sericeus
- Amphipogon setaceus
- Amphipogon strictus
- Amphipogon turbinatus